# Variável pré-cataclísmica

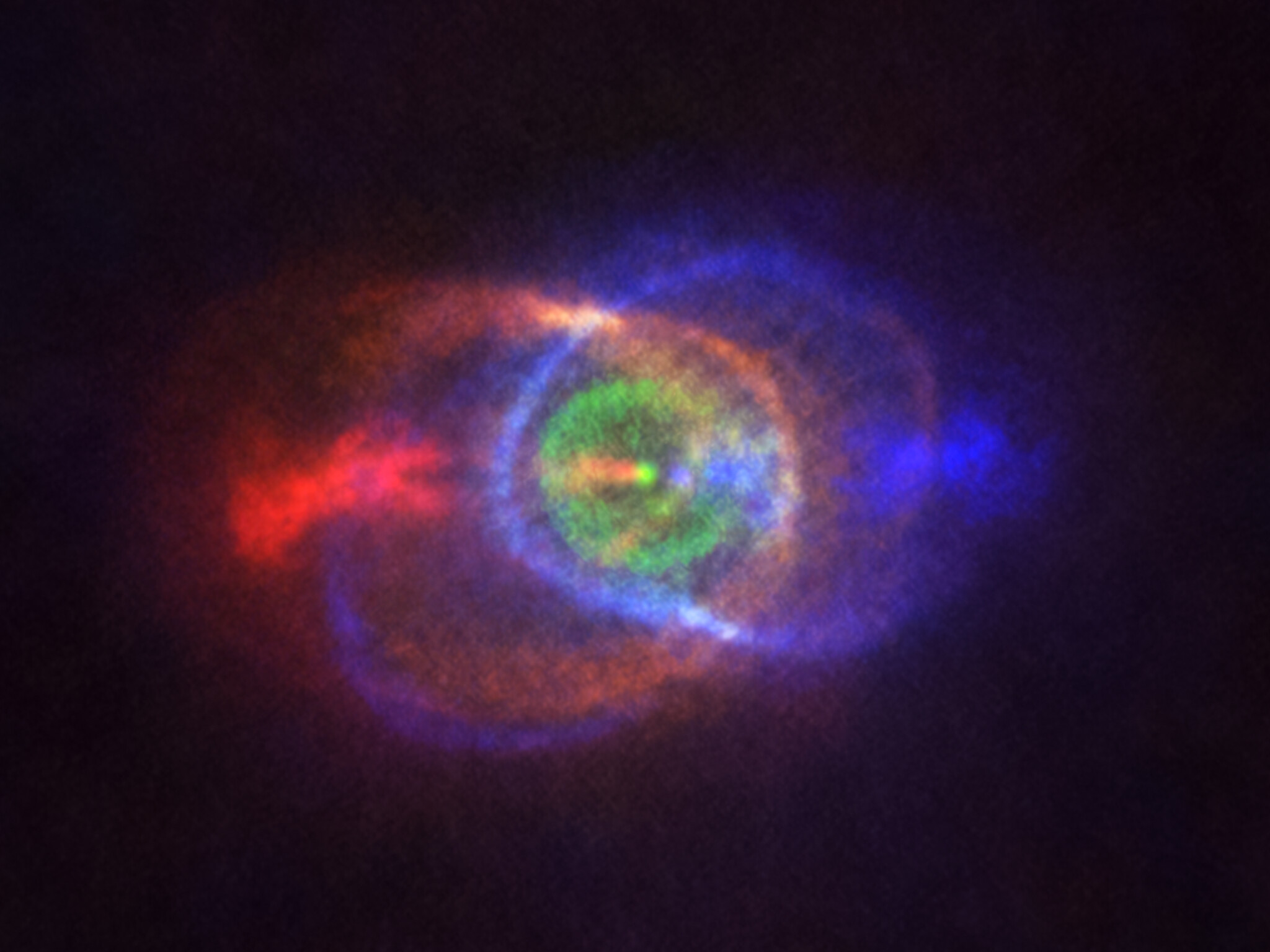
HD 101584 é uma suspeita binária pós-envelope comum.

Uma variável pré-cataclísmica ou binária pós-envelope comum (PCEB), é um sistema binário que consiste em uma anã branca e uma estrela da sequência principal ou uma anã marrom. A estrela ou anã marrom compartilhava um envelope comum com o progenitor da anã branca na fase gigante vermelha.

## Lista de binárias pós-envelope comum
| Nome            | Período        | Secundária                           | Nota |
| --------------- | -------------- | ------------------------------------ | --- |
| NN Serpentis    | 0.13 dias      | anã vermelha                         | binária eclipsante                                                                                               |
| K 1-2           | 0.6758 dias    |                                      | nebulosa planetária                                                                                              |
| RR Caeli        | 7.2 horas      | anã vermelha                         | binária eclipsante                                                                                               |
| KOI-256         | 1.37865 dias   | anã vermelha                         | binária eclipsante                                                                                               |
| WD 0137−349     | 116 minutos    | anã marrom                           | primeira PCEB confirmado com uma anã marrom como companheira                                                     |
| WD 0837+185     | 4.2 horas      | anã marrom                           | extrema proporção de massa do progenitora, com a primária tendo uma massa de 3,5-3,7 M☉ e o secundária 25-30 MJ  |
| SDSS 1557       | 2.27 horas     | anã marrom                           | disco de detritos circumbinar com uma anã branca poluída                                                         |
| SDSS J1205-0242 | 71.2 minutos   | estrela de pouca massa ou anã marrom | período mais curto PCEB (a partir de 2017)                                                                       |
| CSS21055        | 121.73 minutos | anã marrom                           | binária eclipsante                                                                                               |
| HD 101584       | 150-200 dias   | anã vermelha ou anã branca           | o envolvimento da companheira provavelmente provocou a saída de gás, criando a nebulosa, vista com Hubble e ALMA |